# DelightStyle
DelightStyle（デライトスタイル）は、日本のボーカルユニット。主にゲーム主題歌を歌っている。通称デラスタ。

## 略歴
2010年の「The登竜門5th」夢KANAユニットオーディションでグランプリを受賞。
元さいたま観光大使（2010年11月10日 - 2011年10月30日）。
2017年11月15日、MOJOSTに所属。

## メンバー
katsue（カツエ）
6月10日生まれ。東京都出身。高音を担当。
misaco（ミサコ）
8月5日生まれ。神奈川県出身。低音を担当。

## 楽曲
- 希望（ゆめ）のまち
さいたま市の歌[2]。
- ωラビリンス〜ohπr2の法
PlayStation Vita『オメガラビリンス』主題歌。
- セイシュン桜花
PlayStation Portable『桜花センゴク!』主題歌。